# Most na Žepi
Most na Žepi (El pont sobre el riu Žepi) és un conte escrit per l'escriptor Ivo Andrić i publicat el 1928.

## Història
Narrat en tercera persona, la trama tracta sobre la construcció del pont i les dificultats perquè es mantinga sobre el riu.